# Incendis (obra de teatre)
Incendis (en francès Incendies) és una peça teatral del dramaturg Líban-canadenc Wajdi Mouawad estrenada el 14 de març de 2003 per la companyia Abé carré cé carré i publicada per l'editorial francesa Actes Sud en aquest mateix any. · Incendis forma part de la tetralogia La sang de les promeses, al costat de Littoral (1997), Forêts (2006) i Ciels (2009), publicades en castellà per l'editorial Krk. L'obra va ser traduïda a l'anglès sota el títol Scorched per Linda Gaboriau.

## Argument
Després de molt de temps submergida en el seu impenetrable silenci, mor la mare de Jeanne i Simon, una immigrant anomenada Nawal Marwan. El notari Hermile Lebel, el seu marmessor de confiança, revela als fills que l'herència de la difunta són dos sobres tancats, la qual cosa fa fallida la seva fràgil identitat perquè hauran de lliurar-los respectivament al seu desconegut pare, al qual creien mort, i a un germà que no sabien que tenien. Els bessons inicien una travessia que els transporta al llunyà país matern corcat per la violència. En la seva cerca perceben la barbàrie de la guerra i l'esquinçadora tragèdia que embolica els seus propis orígens.

## Adaptació al cinema
L'any 2010, el cineasta quebequès Denis Villeneuve va portar aquesta obra a la pantalla gran amb el mateix títol. Lubna Azabal, Mélissa Désormeaux-Poulin, Maxim Gaudette i Rémy Girard són els protagonistes. Aquesta versió cinematogràfica va ser nominada al premi Oscar en la categoria de millor pel·lícula estrangera i a un premi BAFTA en la categoria de millor pel·lícula de parla no anglesa, entre altres premis importants.

## Premis
La producció realitzada en el Teatre Tarragon a Toronto, l'any 2007, va obtenir dos premis Dora Mavor Moore, de la Toronto Alliance for the Performing Arts, en les categories de millor obra de teatre i millor director (per Richard Rose).

## Representacions destacades
- L'Hexagone, Meylan, França, 2003.[7] Aquest muntatge, en llengua francesa, es va representar en el Teatro Español  de Madrid en 2008.
  - Direcció: L'autor.
  - Intèrprets: Andrée Lachapelle (Nawal 60 anys), Marie-Claude Langlois (Sawda, Elhame), Isabelle Leblanc (Jeanne), Mireille Naggar (Madre de Nawal, Nawal 40 anys), Valeriy Pankov (Nihad), Lahcen Razzougui (Simon, Wahab), Isabelle Roy (Nawal 14 anys), Richard Thériault (Hermile Lebel, diversos personatges)

- Teatre Romea, Barcelona, 2012.versió en català.
  - Direcció: Oriol Broggi.
  - Intèrprets: Clara Segura, Julio Manrique, Xavier Boada, Màrcia Cisteró, Claudia Font, Xavier Ricart, Xavier Ruano.[8][9]

- Teatro Apolo, Buenos Aires, 2013.[10]
  - Direcció: Sergio Renán.
  - Intèrprets: Ana María Picchio (Nawal Marwan), Esmeralda Mitre (Julia), Mariano Torre (Simón), Daniel Aráoz (Nihad), Héctor Da Rosa, Luciano Bonanno, Gipsy Bonafina, Fabiana Falcón, Pablo Lambarri, Stella Galazzi, Marta Lubos.

- Teatro de La Abadía, Madrid, 2016.[11]
  - Direcció: Mario Gas.
  - Intèrprets: Nuria Espert (Jihane, Nazira, Nawal), Laia Marull (Nawal jove), Álex García (Simon, Wahab i El guía), Carlota Olcina (Jeanne), Ramón Barea (Hermile Lebel, El Médico, Abdessamad, Malak), Lucía Barrado (Elhame, Sawda), Alberto Iglesias (Ralph, Antoine, Miliciano, El conserje, El hombre, Chamseddine), Edu Soto (Nihad).